# 曾春蕾
曾 春蕾（そ しゅんらい、1989年11月3日 - ）は、中国の元女子バレーボール選手。元中国代表。

## 来歴
2012年、中国代表に初選出される。同年7-8月のロンドンオリンピックに出場した。2013年のワールドグランプリで銀メダルを獲得した。同年10月には世界クラブ選手権に出場し、銅メダルを獲得した。
2015年のワールドカップでは、健康上の問題で不出場となった惠若琪に代わり、キャプテンを務めた。
2017年にはイタリアセリエAのカザルマッジョーレでプレーした。

## 球歴
- オリンピック - 2012年
- 世界選手権 - 2014年、2018年
- ワールドカップ - 2015年
- グラチャン - 2017年
- アジア選手権 - 2013年、2015年
- ワールドグランプリ - 2012年、2013年、2014年

## 受賞歴
- 2015年アジア選手権 ベストオポジットスパイカー

## 所属クラブ
- 北京
- 広東恒大女子排球（2013-2014年）
- 北京（2014-2017年）
- カザルマッジョーレ（2017-2018年）
- 北京（2017-2020年）